# Cathleen Martini
Pour les articles homonymes, voir Martini.
Cathleen Martini, née le 27 mai 1982 à Zwickau, est une bobeuse allemande comme pilote de bob à 2. Au cours de sa carrière, elle a notamment remporté six médailles aux Championnats du monde, l'or en 2001, deux d'argent en 2007 et 2008 et trois de bronze en 2003, 2009 et 2015. Par ailleurs, elle a remporté la Coupe du monde 2012 devant sa compatriote Anja Schneiderheinze après avoir buté de nombreuses années sur le succès : la seconde place en 2005, 2008, 2009 et 2011 toujours derrière sa rivale allemande Sandra Kiriasis. Sa coéquipière avec laquelle elle fut médaillée de bronze aux mondiaux de 2003 Yvonne Cernota décède dans un accident de bobsleigh en 2004 à Königssee. Elle annonce son retrait de la compétition à la fin de la saison 2014/2015 et cumule jusqu'à ce jour 19 victoires en Coupe du Monde.

## Au début
De 1992 à 2000 elle court en luge avant de passer au bobsleigh. Lors de la saison 2000/01, elle remporte le titre en Coupe du monde junior. Première cape dans la sélection allemande en 2002.
En 2010, aux Jeux olympiques de Vancouver, Martini et sa coéquipière sont victimes d’un accident spectaculaire : le bob se renverse et Romy Logsc est éjectée. L’équipage perd toute chance de médaille.

## Saison 2010-2011
Elle réalise quatre podiums en Coupe du monde avec la première place à Calgari avec Berit Wiacker, la deuxième à Lake Placid avec Christin Senkel et la troisième à St Moritz (Romy Logsch) et Park City (Kristin Sreinert) occupant finalement la deuxième place derrière Sandra Kiriasis.
Prenant sa revanche  sur ses malheurs des JO l'an dernier, elle décroche avec Romy Logsch le titre de championne du monde à Königsee.

## Saison 2011-2012
Elle commence idéalement en Coupe du monde. Elle remporte trois des six premières étapes et termine deux fois deuxième. Un des succès est acquis avec Berit Wiachler (Königsee) mais sa coéquipière attitrée est Janine Tischler avec qui elle termine également au pied du podium des championnats du monde de Lake Placid.

## Saison 2012-2013
Elle décroche le globe de bronze (troisième place) à la Coupe du Monde, avec une victoire à Altenberg, associée à Stéphanie Schneider, sa coéquipière attitrée, avec qui elle termine troisième à Park City. C'est avec Janine Tischer qu'elle avait terminé troisième à Königsee. Elle retrouve Stéphanie Schneider pour les championnats du Monde de st Moritz (Suisse) où le duo termine une nouvelle fois au pied du podium.

## Saison 2013-2014
Ses résultats sont en baisse avec une cinquième place finale à la Coupe du monde (deuxième place à St Moritz avec Christin Senkel) et une septième place aux Jeux olympiques de Sotchi avec Christin Senkel.

## Saison 2014-2015
Commençant la saison en Coupe d'Europe par une victoire et deux secondes places à La Plagne et Königsee avec Janine Tischler, elle obtient une nouvelle victoire en Coupe du monde à Königsee avec Lisa Maria Buckwitz, une deuxième place à St Moritz avec Franziska Bertels et la troisième à Winterberg avec Stéphanie Schneider. C'est avec cette coéquipière et sur cette même piste de Winterberg qu'elle décroche le bronze aux championnats du monde. Terminant sur cette nouvelle performance, elle annonce qu'elle met fin à sa carrière. 

## Palmarès

### Championnats monde
- : médaillée d'or en bob à 2 aux championnats monde de 2011.
- : médaillée d'or en équipe mixte aux championnats monde de 2015.
- : médaillée d'argent en bob à 2 aux championnats monde de 2007 et 2008.
- : médaillée d'argent en équipe mixte aux championnats monde de 2011.
- : médaillée de bronze en bob à 2 aux championnats monde de 2003, 2009 et 2015.

### Coupe du monde
- 1 globe de cristal : 
  - Vainqueur du classement bob à 2 en 2012.
- 53 podiums  : 
  - en bob à 2 : 19 victoires, 19 deuxièmes places et 15 troisièmes places.
- 1 podium en équipe mixte : 1 victoire.

#### Détails des victoires en Coupe du monde
| Édition   | Bob à 2                                                 |
| 2003-2004 | Sigulda x2                                              |
| 2004-2005 | Altenberg                                               |
| 2005-2006 | Altenberg                                               |
| 2006-2007 | Lake Placid                                             |
| 2007-2008 | Königssee                                               |
| 2008-2009 | Park City                                               |
| 2009-2010 | Park City Lake Placid Winterberg Königssee Saint-Moritz |
| 2010-2011 | Calgary                                                 |
| 2011-2012 | Winterberg Altenberg Königssee                          |
| 2012-2013 | Altenberg                                               |
| 2014-2015 | Königssee                                               |